# Psycho (1998)
Psycho ist ein US-amerikanischer Spielfilm aus dem Jahr 1998 und eine Neuverfilmung von Alfred Hitchcocks Psycho aus dem Jahr 1960. Die literarische Vorlage stammt von Robert Bloch, der sich beim Schreiben seines Romans wiederum vom Fall des Serienmörders Ed Gein inspirieren ließ. Die Regie führte Gus Van Sant.

## Handlung
Die Sekretärin Marion Crane will sich mit ihrem Freund Sam ein neues Leben aufbauen und stiehlt deshalb ihrem Arbeitgeber 400.000 US-Dollar. Nach ihrer Flucht mit dem Auto steigt sie nachts in einem einsamen Motel ab, das von einem jungen Mann namens Norman Bates betrieben wird. Dieser kann Marion noch vor dem Schlafengehen zu einem kleinen gemeinsamen Abendessen in einem Nebenraum des Motels überreden. Hier berichtet er ihr unter anderem von seiner psychisch kranken Mutter und seinem tristen Dasein als Motel-Besitzer.
Als Marion vor dem Schlafengehen duscht, taucht plötzlich eine Frauengestalt auf und ersticht sie. Der bestürzte Norman versenkt Marions Auto samt ihrer Leiche, ihrem Gepäck und dem von ihr in einer Zeitung versteckten Geld im Sumpf hinter dem Motel.
Marions Arbeitgeber schickt inzwischen den Privatdetektiv Arbogast auf die Suche nach Marion und dem Geld. Auch Marions Schwester Lila macht sich mit Sam besorgt auf die Suche. Arbogast stößt schließlich auf das Bates-Motel und schöpft Verdacht. Er berichtet Lila und Sam von seinem Verdacht und kehrt zum Motel zurück, da er auch noch in dem benachbarten Wohnhaus der Familie Bates ermitteln will. Dort wird auch er von der Frauengestalt erstochen. Da Arbogast sich nicht mehr meldet, stellen Lila und Sam im Motel eigene Nachforschungen an. Lila findet im Keller die mumifizierte Leiche von Normans Mutter vor. Als sie von Norman überrascht wird, der Lila überwältigen will, wird Lila von Sam gerettet.
Im Polizeirevier wird Norman vom Psychiater untersucht, der daraufhin die Hintergründe erklärt: Nachdem seine Mutter sich einen Liebhaber genommen hatte, brachte der junge Norman beide aus Eifersucht um. Um die Tat, zumindest in seiner Vorstellung, ungeschehen zu machen, übernahm sein zweites Ich die Rolle der Mutter, die wiederum eifersüchtig auf jede Frau reagierte, die Normans Interesse weckte.

## Hintergrund
Gus Van Sant ging in seiner Neuverfilmung neue Wege. Anders als sonst wurde das Drehbuch der filmischen Vorlage (fast) originalgetreu übernommen. Dies betrifft sowohl die Einstellungen als auch das Originaldrehbuch von Joseph Stefano sowie die Originalmusik von Bernard Herrmann. Gus Van Sant übernahm sogar Hitchcocks Cameo: So ist er der Vorlage entsprechend zu Beginn des Films durch ein Fenster vor Marions Arbeitsstelle zu sehen, als diese nach der Mittagspause wieder zur Arbeit kommt. Hier unterhält er sich mit einem Mann mit Cowboyhut (gespielt von Roy Brocksmith), dessen Statur derjenigen Hitchcocks deutlich ähnelt.
Die große Ähnlichkeit mit dem Film von Hitchcock macht die Verfilmung von Van Sant angreifbar, denn die Unterschiede werden besonders deutlich; so masturbiert Norman Bates beispielsweise bei Van Sant, während er Marion heimlich beobachtet – bei Hitchcock nicht. Slavoj Žižek kritisiert in seinem Werk Lacan in Hollywood, dass die neue Version psychologisch weniger plausibel sei als Hitchcocks Fassung.
Weitere Änderungen oder Ergänzungen Van Sants:
- Der Film wurde in Farbe gedreht.
- Die Kamerafahrt über Phoenix, mit der der Film beginnt, besteht nun aus einer einzigen Plansequenz.
- Aus den 40.000 Dollar, die Marion unterschlägt, wurden – wohl unter Berücksichtigung der zwischenzeitlichen Inflation – in der Neufassung 400.000 Dollar.
- In beiden Mordszenen sind rätselhafte Motive kurz eingeschnitten, etwa vorbeiziehende Wolken oder eine Frau in lasziver Pose.
- Bei dem Mord in der Dusche fließt mehr Blut als im Original, und man sieht deutlich mehr von dem nackten Opfer.
- Als Arbogast das Haus durchsucht, fehlt die spannungsgeladene Großaufnahme des Türknaufs am Ende der Treppe.
- Zeitgemäße Ausstattung, z. B. trägt Lila Crane einen Walkman und viele auffällige Silberringe.
- Die anzügliche Bemerkung, das Bett sei der einzige Spielplatz, der Las Vegas schlage, ist enthalten. Bei Hitchcock stand sie zwar im Drehbuch, findet sich aber nicht im fertigen Film.

2014 veröffentlichte Regisseur Steven Soderbergh auf seinem Blog auf der Website extension 765 unter dem Titel Psychos eine Version, die aus abwechselnd aneinandergereihten Szenen der Originals von 1960 und dieser Neuverfilmung besteht.

## Kritiken
Das Lexikon des internationalen Films stellt fest: „Das Konzept, der Vorlage Einstellung für Einstellung zu folgen, scheitert ebenso wie die gelegentlichen Versuche, der Story dennoch „modernisierende“ Lichter aufzusetzen.“ In Summe sei die Neuauflage eine „sinnlose Verschwendung von Talent und Geld“.
Marcus Nyary hält Van Sants Filmversion in der Welt am Sonntag für ein „absolut sehenswertes Experiment“. Mit Vincent Vaughn habe der Regisseur „einen überzeugend verschrobenen Ersatz“ für Anthony Perkins gefunden, der im Original die Rolle von Norman Bates spielte.
Für Pia Horlacher von der Neuen Zürcher Zeitung entsteht durch Van Sants originalgetreue Adaption „paradoxerweise nicht die Summe aller Imitationen, nämlich die Überflüssigkeit einer perfekten Kopie, sondern ein Film von eigenen Gnaden.“ Genauso wie mit Musikstücken, die sich je nach Interpret unterschiedlich anhörten, verhalte es sich auch mit der Neuverfilmung von Psycho. Dass ein „origineller Kopf wie Gus Van Sant“ das Remake verantwortete, „kommt dem Unternehmen natürlich zugute“. Das Werk sei durch die Adaption „nicht mehr nur das Werk des eiskalten, sezierenden Tüftlers Hitchcock, sondern beseelt von einem menschlicheren Geist“.
Michael Althen sieht in seiner Rezension für die Süddeutsche Zeitung das Gelingen von Van Sants Neuauflage in seinem Scheitern. Dies begründet er so: Auffällig sei zunächst, dass die Neuauflage „irgendwie untermotorisiert wirkt, als habe jemand vergessen, die Handbremse zu lösen“. Der Zuschauer komme sich vor „wie in einem Aquarium, in dem alle Farben unwirklich und alle Bewegungen verlangsamt erscheinen“. Genau in diesen Effekten aufgrund der originalgetreuen Wiedergabe liege jedoch „der Reiz dieser Neuverfilmung“. Sie erlaube zu sehen, „daß und warum man eine Geschichte wie „Psycho“ so nicht mehr erzählen kann“. Dies sei „ein viel interessanteres Erlebnis als so manches Remake, das sich auf der Höhe seiner Zeit wähnt“.
Für Lars-Olav Beier ist in Van Sants Psycho „alles schön bunt und dennoch völlig farblos“, wie er in der Frankfurter Allgemeinen Zeitung festhält. Ähnlich wie Michael Althen konstatiert er, dass diese Neuverfilmung in der zeitlichen Dimension nur schwer zu verorten sei. So mische der Film Stilelemente der vergangenen fünfzig Jahre. Dies sei jedoch angesichts des Konzepts einer originalgetreuen Reproduktion des Originals „weniger ein Konzept als ein Notbehelf“. Allenfalls dort, wo der Film auch die „vermeintlichen Unzulänglichkeiten des Vorbilds“ zu kopieren versuche, wecke er Interesse. Das betreffe beispielsweise den künstlichen Effekt von im Studio gedrehten Autofahrten, die Van Sant ebenfalls kopierte. Schwach findet Beier hingegen die Szenen, in denen „Anne Heche, die gewiß keine schlechte Schauspielerin ist, verzweifelt versucht, Janet Leigh hinterherzugrimassieren“. Wo es Hitchcock gelang, „Gesichter ohne Worte zum Reden zu bringen“, wirkten sie bei Van Sant „nur geschwätzig“.
Auch Susanne Weingarten und Urs Jenny konstatieren in einer grundlegenden Auseinandersetzung mit Remakes für den Spiegel eine gewisse Zeitlosigkeit: Weil Van Sant bei seiner Neuverfilmung offenbar versucht habe, „den Geist der sechziger Jahre durch ihn spuken zu lassen“, stelle sich eine „irritierende zeitliche Unbestimmtheit […] ein, so als schlingere der Film haltlos durch die Leinwandgeschichte, weil er seinen eigenen Platz nicht finden kann“. Unklar bleibe so auch, welche Zielgruppe die Neuauflage erreichen wolle: „Ältere Zuschauer, die sich an das Original erinnern, sind offenbar nicht neugierig auf ein Remake, wo erklärtermaßen doch alles beim alten bleibt. Und den Teenagern, die in hellen Scharen in Horrorschocker wie »Scream« und »Ich weiß, was Du letzten Sommer getan hast« stürmen, ist mit dem verklemmten, mutterfixierten Norman und seinem Messer längst nicht mehr bange zu machen“. Die sexuelle Revolution habe „den Sumpf des verdrängten Begehrens, in dem der Schmuddel-Erotomane Hitchcock noch kräftig planschen konnte, […] ziemlich trockengelegt“, weshalb das erzählerische Material nicht mehr gewagt und skandalös, sondern antiquiert wirke.
In einem ebenfalls übergreifenden Artikel in der Zeit zu Neuverfilmungen erkennt Andreas Kilb „ein so naheliegendes wie tragisches Mißverständnis, wenn Regisseure wie Sidney Lumet und Gus van Sant – dessen Psycho-Remake auf ähnliche Weise kraftlos wirkt wie Lumets Gloria – den Klassikern des Kinos durch Neuverfilmung ein zweites Leben zu schenken versuchen“. Für Kilb war der Originalfilm im Jahr 1960 ein „Schocker, heute ist er ein Kunstwerk“. Deshalb könne Van Sant „ihm die Schocks, die wir nicht mehr fühlen, nicht wiedergeben“. Das Ergebnis sei, dass Van Sant den Zuschauern den filmischen Stoff noch mehr entrücke, als ihn zu verjüngen. Ähnlich zur Kritik im Spiegel stellt auch Kilb mit Blick auf die Zielgruppen fest, dass der Film „weder das junge Publikum, welches das Original nie gekannt, noch das ältere, welches es nie vergessen hat“, erreiche. Für ihn steht fest: „Filme sterben an ihren Remakes“, denn der einzige sichtbare Effekt, der von solchen Neuauflagen ausgehe, sei die „Schwächung ihrer Vorlagen“.

## Auszeichnungen
Saturn Award:
- Anne Heche (nominiert als Beste Nebendarstellerin)
- Joseph Stefano (nominiert für das Beste Drehbuch)

BSFC Award:
- William H. Macy (ausgezeichnet als Bester Nebendarsteller)

## Negativpreis
Goldene Himbeere
- Schlechteste Neuverfilmung oder Fortsetzung (gemeinsam mit Mit Schirm, Charme und Melone und Godzilla)
- Gus Van Sant („ausgezeichnet“ als Schlechtester Regisseur)
- Anne Heche („nominiert“ als Schlechteste Schauspielerin)